# حازم إمام
حازم إمام (ولد في 10 مايو، 1975)، لاعب خط وسط منتخب مصر ونادي الزمالك السابق. إحترف في أوروبا ولعب طوال مسيرته في مصر في نادي الزمالك والذي يُعد أحد أيقوناته. حقق العديد من الانجازات كلاعب ويُعتبر أحد أبرز اللاعبين المصريين علي الإطلاق. يُلقبه المشجعون المصريون بألقاب عديدة مثل الإمبراطور، إمام الموهوبين. اعتزل في عام 2008. شغل منصب عضو مجلس إدارة نادي الزمالك، وعضو مجلس إدارة الإتحاد المصري لكرة القدم. ينتمي لعائلة كروية مصرية عريقة، حيث أنه إبن الكابتن حمادة إمام وحفيد الكابتن يحيي إمام، نجوم نادي الزمالك والفريق القومي المصري السابقين.
بدأ مسيرته الكروية مع فرق شباب نادي الصيد قبل انتقاله إلى ناشئي نادي الزمالك، انضم للفريق الأول في 1993. ثم انضم إلى أودينيزي الإيطالي، دي غرافشاب الهولندي، قبل أن يعود مجددا إلى نادي الزمالك ليحمل شارة قيادة الفريق الذي حقق معه 14 لقبًا طوال مسيرته. على الصعيد الدولي، كان إمام جزءًا من المنتخب المصري لكرة القدم الذي فاز بلقب كأس الأمم الأفريقية 1998. حصل خلال مسيرته الكروية علي العديد من الألقاب، حيث حصل على لقب أفضل لاعب كرة قدم مصرى عام 2003. أعلن اعتزاله كرة القدم الاحترافية عام 2008 بعد فوز نادي الزمالك بكأس مصر. اتجه لمجال للإدارة بعد الاعتزال، كما يعمل محللاً في القنوات التلفزيونية الرياضية.

## نشأته ومسيرته الكروية
نشأ من عائلة كروية عريقة وناجحة للغاية، فهو ابن الكابتن حمادة إمام وحفيد الحارس يحيى إمام لاعبوا الزمالك المعروفين. بدأ مسيرتة الاحترافية بـنادي الصيد في القاهرة قبل أنتقالة إلى نادي الزمالك حيث حقق سنوات طيبة قبل أنتقالة إلى أوروبا. التحق حازم إمام بنادي أودينيزي الإيطالي في صيف 1996 بعد أن تم اختيارة كأفضل صانع ألعاب في أفريقيا عام 1996.
وقد ذكر والده الكابتن حمادة إمام في برنامج تلفزيوني في رمضان 2003 ان في نفس اليوم الذي وقع فيه حازم إمام مع أودينيزي قام السير أليكس فيرغسون باتصال هاتفي مع والده -الذي كان رئيس النادي في ذلك الوقت- يطلب منه انتقال حازم إلى مانشستر يونايتد!
بعد البداية الجيدة مع النادي الإيطالي، أصيب حازم إمام إصابة ادت إلى بعده عن الملاعب لبقية الموسم. وقد عانى من قسوة الحياة في إيطاليا بسبب صغر سنه. وفي 1998 وقع حازم إمام على عقد إعارة مع نادي دي غرافتشاب وأمضى هناك 18 شهراً. بعدها، وفي صيف 2000 عاد حازم إمام إلى أودينيزي ليجد نفسه في قائمة البدلاء، فقرر العودة إلى مصر. وقد عاد في البداية بعقد إعارة استمر لمدة 6 أشهر بعدها تحول إلى عقد بيع. وقد اعتزل حازم إمام في عام 2008 وتولي منصب عضو في مجلس إدارة النادي.

## المسيرة الكروية

### الزمالك 1993_1997
انتقل حازم إمام إلى نادي الزمالك قادماً من نادي الصيد. حيث لعب أول مباراة له مع فريق الزمالك الأول في موسم 1993-1994 بتاريخ 12 نوفمبر، 1993 ضد الإتحاد السكندري. وقد شارك كلاعب بديل لللاعب عفت نصار. الجدير بالذكر ان الزمالك قد فاز 2-0 بهدفين احرزهما الاعب إمانيول أماونيك.
في أول موسم له، لم يلعب حازم كثير من المباريات، وقد شارك في أغلبها كلاعب احتياطي. في الموسم التالي (1994-1995) وبعد انتقال إمانيول أماونيك إلى سبورتينج ليشبونه، بدأ نجم حازم إمام في اللمعان حيث اشترك كلاعب أساسي واحرز هدفان وساعد في صنع حوالي 10 أهداف.
بعد أداء حازم الرائع في نادي الزمالك والمنتخب الأولومبي، إختاره المدرب رود كرول -مدرب المنتخب المصري في ذلك الوقت- للانضمام إلى صفوف المنتخب حيث لعب أول مباراة له ضد منتخب جنوب إفريقيا في 24 نوفمبر، 1995.

### أودينيزي 1997-2001
بعد اختياره كأفضل صانع ألعاب في أفريقيا عام 1996، رشح السيد بيرباولو مارينيو حازم إلى المدرب البرتو زاكاروني وقدمه على أنه زيكو الجديد «زيكو ابن الاهرامات». وبالفعل انضم حازم إلى صفوف أودينيزي وأصبح بذلك أول مصري وعربي يلعب في ٍالدوري الإيطالي. وقد قام زاكاروني بوضع حازم كمهاجم وليس صانع ألعاب، مما أضاع فرصته في اللعب كأساسي مع وجود الثنائي ماريكو أموروز وأوليفر بيرهوف حيث لعب حازم 4 مباريات فقط كلاعب احتياطي.
وفي أثناء فترة الاعداد لموسم 1997-1998 انضم حازم للمباريات وقد احرز رأسية في مرمى نادي سامبدوريا. أما أول مباراه رسمية لـحازم إمام في موسم 1997-1998 كانت ضد ريجينيا في كأس إيطاليا وقد احرز الهدف الثاني لفريقه. الجدير بالذكر، انه ومع أداء حازم الممتاز في فترة الاعداد، قام زاكروني بالإستعانه بحازم في 7 مباريات فقط، وذلك في ظل وجود الثنائي ماريكو أموروز وأوليفر بيرهوف الذين قادوا النادي إلى أفضل مراكزه في الدروي، المركز الثالث. وتأهل الفريق إلى كأس الاتحاد الاوروبي.
في تلك الفترة، أيقن حازم انه لن يلعب كلاعب أساسي في الفريق، ووقع عقد إعارة مع فريق دي غرافتشاب الهولندي.

### دي جرافشاب 1999-2000
بعد انتقاله إلى نادي دي جرافشاب بعقد إعارة، لعب حازم كلاعب أساسي في الفريق وقد أصبح ذو شأن كبير في الدروي الهولندي. مع مرور الوقت، وبسبب أداءه الممتاز، كون حازم إمام قاعدة جماهرية لا بأس بها بالنسبة للاعب عربي. وقد تلقى حازم عرض من نادي أياكس أمستردام، ولكن إصرار ناديه أودينيزي على رجوعه حال بين عملية الانتقال.

### أودينيزي، مرة أخرى
بعد تمسك نادي أودينيزي بعودة حازم، ورفض العرض المقدم من نادي أياكس وجد حازم إمام نفسه على قائمة البدلاء مرة أخرى، فعلم أن مستقبله في أوروبا أصبح مجرد حلم، فقرر العودة إلى صفوف ناديه القديم، نادي الزمالك.
في بداية الأمر، انتقل حازم بعقد إعارة، استمر لمدة 6 شهور، وبعدها، قام أودينيزي ببيعه رسمياً لــالزمالك.

### الزمالك 2001-2008
عند عودة حازم إلى صفوف نادي الزمالك، أصبح قائد الفريق، ورمز للزمالك ووجد حب جماهير النادي، بل جميع جماهير مصر. خصوصاً انه كان أحد العوامل المؤثرة في فوز منتخب مصر بـكأس الأمم الأفريقية عام 1998 في بوركينا فاسو.
وقد شارك حازم في فوز نادي الزمالك بثلاث القاب دوري مصري ولقب كأس مصر ولقبان كأس السوبر ولقب بطولة دوري ابطال أفريقيا عام 2002.
فمنذ موسم 2004-2005 هبط مستوى حازم إمام هبوطاً شديداً أدى إلى عدم ظهوره في المستوى منذ ذلك الوقت، ولكن استمر الجمهور في مساندته وتشجيعه. ومع بداية موسم 2007-2008 تعرض نادي الزمالك لمشاكل وتراجعت نتائج النادي وهبط المستوى بشكل عام. ازداد الضغط الجماهيري على حازم، وانتظر الجماهير مستوى جيد منه إلا أن قلة لياقته البدنية حالة بينه وبين أداء واجبه على أكمل وجه.

### الاعتزال
بعد هبوط المستوى، ازدياد الغضب الجماهيري والضغط العصبي عليه ومطالبة البعض باعتزاله وقد علق حازم قائلا: «لقد ساندني ذلك الجمهور كثيراً منذ بدايتي، من دون هؤلاء الجماهير انا لا شيء. بالطبع هذا رأيهم وواجب علي احترامه» وذلك بعد نزوله في مباراة الزمالك والإسماعيلي في آخر 10 دقائق وإظهاره لمستوى ضعيف جداً والذي جعل الجمهور يهاجمه ويطالبه بالاعتزال. بعد هذا التصريح وفي نفس اليوم أعلن حازم إمام رغبته في الاعتزال وان قرار الاعتزال آتيٍ في القريب.
وفي يوم 25 مايو 2008 في آخر مباريات موسم 2007-2008 وتحديداً في نهائي كأس مصر في مباراة ضد إنبي. وقبل المباراة، فوجئ الجميع بدأ بجماهير نادي الزمالك رافعه شعارات «لا لاعتزالك ياحازم» وقد ردد الجميع اسمع حازم قبل المبارة في إشارة منهم لتعاطفهم مع حازم نهايتاً بأعضاء الفريق وهم يرتدون قمصان طبع عليها صورة حازم مع عبارة «لا تعتزل». وبعد نهاية المبارة، وفوز نادي الزمالك بلقب كأس مصر على إنبي 2-1. حمل حازم إمام كأس البطولة معلناً نهاية مسيرته الكروية الطويلة التي ملئها حب الجمهور ودعمه له.
وبذلك يكون حازم قد حقق مع نادي الزمالك بطولة الدوري العام المصري (3 مرات) وبطولة كأس مصر (مرتين) وبطولة كأس السوبر المصري (مرتين) وبطولة دوري أبطال أفريقيا (مرتين) وكأس السوبر الأفريقي (مرة واحدة) وكأس الأمير فيصل العربية (مرة واحدة) وكأس السوبر المصري السعودي (مرة واحدة).

## المنتخب الوطني
شارك حازم إمام مع المنتخب الوطني المصري في العديد من النجاحات وكان مجموع مبارياته مع منتخب مصر 87 مباراة احرز فيها 16 هدفاً. وكان أول هدف لحازم إمام هو في بطولة الألعاب الأفريقية الأولمبية عام 1995 في زيمبابوي في مرمى زامبيا والذي كان سبباً في تصدر مصر للترتيب المجموعة.
يذكر أيضاً ان أداء حازم الرائع في المبارة النهائية ضد زيمبابوي كان من أسباب فوز المنتخب الوطني المصري الأولمبي باللقب. أما عن أفضل اوقاته مع المنتخب فكانت مع منتخب مصر الأول في كأس الأمم الأفريقية عام 1998 في بوركينا فاسو. ويعتبر هدف حازم إمام في مرمى منتخب تونس في كأس الأمم الأفريقية 2002 هو الهدف المفضل لحازم.

## ألقاب
منتخب مصر
- كأس الأمم الأفريقية: 1998
- دورة الألعاب الأفريقية: 1995

نادي الزمالك
- الدوري المصري الممتاز: 2000–01، 2002–03، 2003–04
- كأس مصر: 2002، 2008
- كأس السوبر المصري: 2001، 2002
- كأس الاتحاد المصري التنشيطية: 1995
- دوري أبطال أفريقيا: 1996، 2002
- كأس السوبر الأفريقي: 1994، 2003
- كأس العرب للأندية الأبطال: 2003
- كأس السوبر المصرى السعودي: 2003

### ألقاب فردية
- أفضل لاعب وسط مهاجم في كأس الأمم الإفريقية 1996
- هداف تصفيات كأس الأمم الإفريقية: 1998
- أفضل لاعب في مصر من الاتحاد المصري لكرة القدم: 2003

## روابط خارجية
- حازم إمام على موقع الاتحاد الدولي (مؤرشف)  (الإنجليزية)
- حازم إمام على موقع الاتحاد الأوربي (الإنجليزية)
- حازم إمام على موقع قاعدة بيانات كرة القدم.إي يو (الإنجليزية)
- حازم إمام على موقع ناشيونال فوتبول تيمز (الإنجليزية)